# Émile Meyerson
Émile Meyerson (12 de fevereiro de 1859 – 2 de dezembro de 1933) foi um epistemólogo, químico, filósofo da ciência e ativista sionista francês nascido na Polônia. Meyerson nasceu em Lublin, Polônia. Ele morreu dormindo de um ataque cardíaco aos 74 anos.

## Biografia
Meyerson nasceu Ezryel-Szoel-Froim Meyerson   em uma família judia. Ele foi educado na Universidade de Heidelberg e estudou química com Robert Wilhelm Bunsen. Em 1882, Meyerson se estabeleceu em Paris. Ele atuou como editor estrangeiro da agência de notícias Havas e, mais tarde, como diretor da Associação de Colonização Judaica para a Europa e Ásia Menor. Ele se tornou cidadão francês naturalizado após a  Primeira Guerra Mundial.
Thomas Kuhn cita o trabalho de Meyerson como influente ao desenvolver as ideias para sua obra principal, A Estrutura das Revoluções Científicas.
Em La Déduction relativiste, Meyerson expressou a opinião de que a teoria geral da relatividade de Einstein era uma nova versão da identificação da matéria com o espaço, que ele considerava "o postulado sobre o qual todo o sistema ( cartesiano ) se baseia". 

## Obras
- Identité et réalité (1908)
- De l'explication dans les sciences, 2 vols. (1921)
- La déduction relativiste (1925)
- Du cheminement de la pensée, 3 vols. (1931)
- Réel et déterminisme dans la physique quantique (1933)
- Essais (1936)